# Medvědí stezka
Medvědí stezka je turistická značená trasa na Šumavě, v katastru obcí Nová Pec a Stožec. Dosahuje délky 14 kilometrů. Jejími krajními body jsou Ovesná a Černý Kříž, přibližně na polovině trasy leží osada Jelení. Stezka má žluté značení a číslo 6375. Vyznačena byla v roce 1967 jako nejstarší naučná stezka v jižních Čechách a druhá nejstarší v České republice.
K zajímavostem stezky patří Medvědí kámen (Bärenstein), tunel Schwarzenberského plavebního kanálu, Jelení jezírko a četné skalní útvary z pleknštejnské žuly (Perníkový vrch, Dračí tlama, Skalní hrad, Perníková skála, Soutěska lapků, Skalní vyhlídka, Lovecká jeskyně, Hřib, Viklan, Mechová pyramida, Kamenná kráska, Obří kostky nebo Medvědí vyhlídka). Stezka je přístupná celoročně a je určena výhradně pro pěší návštěvníky. Část od Jeleních Vrchů do Černého Kříže je v případě vhodných sněhových podmínek sjízdná na běžkách.

## Historie stezky
Naučnou stezku vybudovaly hlídky ochrany přírody ze základní školy ve Vodňanské ulici v Prachaticích pod vedením svého učitele Aleše Záveského. Od roku 1965 prováděly v oblasti průzkumné a terénní práce. Následně vybudovaly poválkové chodníky, žebříky, vyznačily trasu, pojmenovaly a označily žulové útvary. V roce 1967 byla stezka připravena pro návštěvníky, a to spolu s tištěným průvodcem. V roce 1991 se Medvědí stezka stala součástí nově vyhlášeného Národního parku Šumava. V roce 2001 zaměstnanci Správy NP a CHKO Šumava obnovili značení jednotlivých zastávek stezky a instalovali nové informační panely pojednávající o přírodních zajímavostech. Další rekonstrukci stezky provedla Správa NP a CHKO Šumava na podzim 2014, kdy obnovila informační panely a také doplnila označení dalších skalních útvarů podle původního průvodce vydaného v roce 1967. Po letech byl tak znovu označen útvar Dračí tlama, který byl zarostlý větvemi stromů a keřů. Tato skála vypadá působivě hlavně v zimě, kdy jí díky odtávajícímu sněhu a mrazu narostou ostré zuby v podobě rampouchů. V roce 2017 musela být Medvědí stezka uzavřena v důsledku kalamity po srpnové bouři a následně orkánu Herwart na konci října a k jejímu zpřístupnění došlo až na začátku července 2018 po zpracování polomového dřeva.

## Galerie

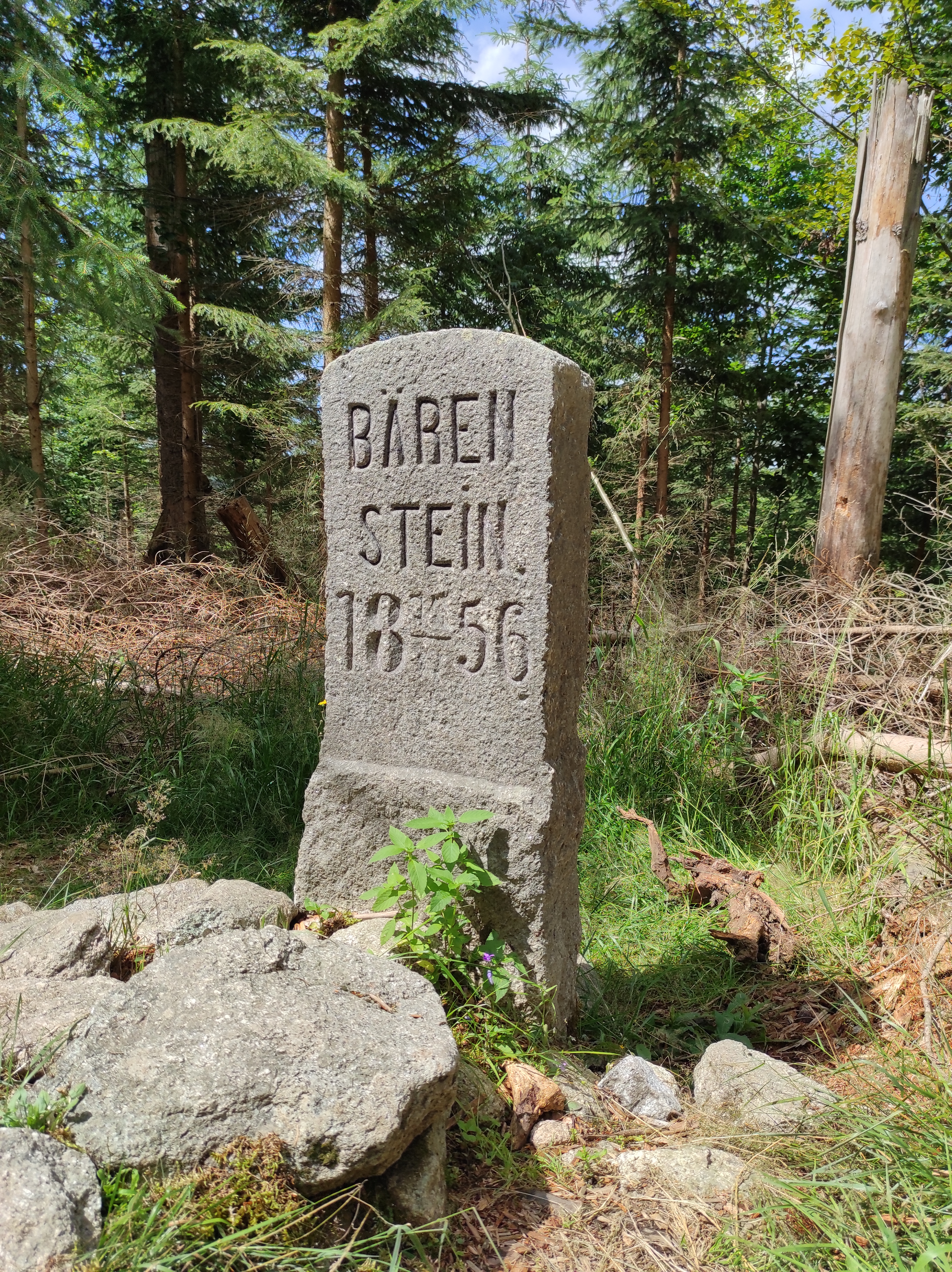
Medvědí kámen
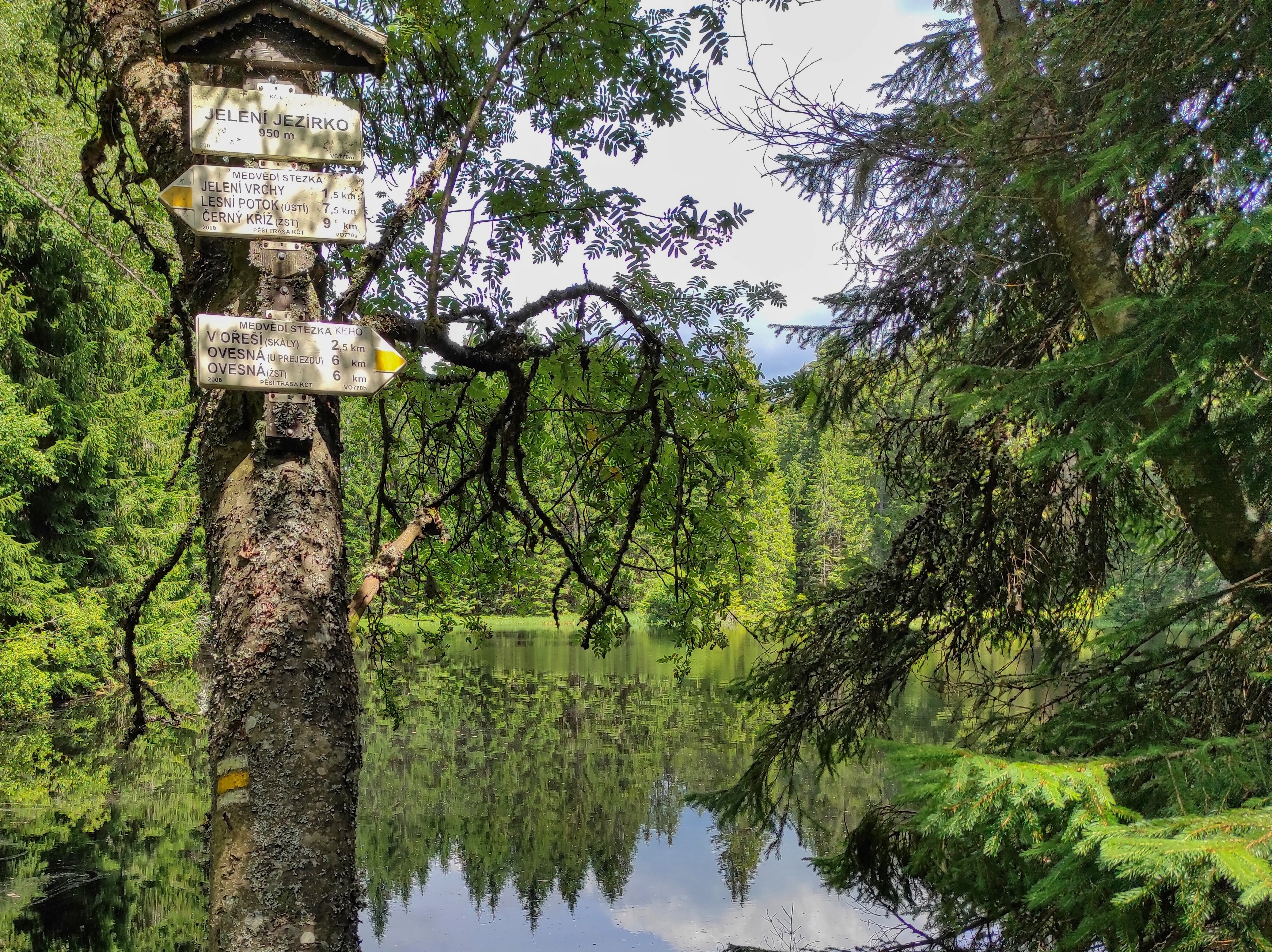
Jelení jezírko
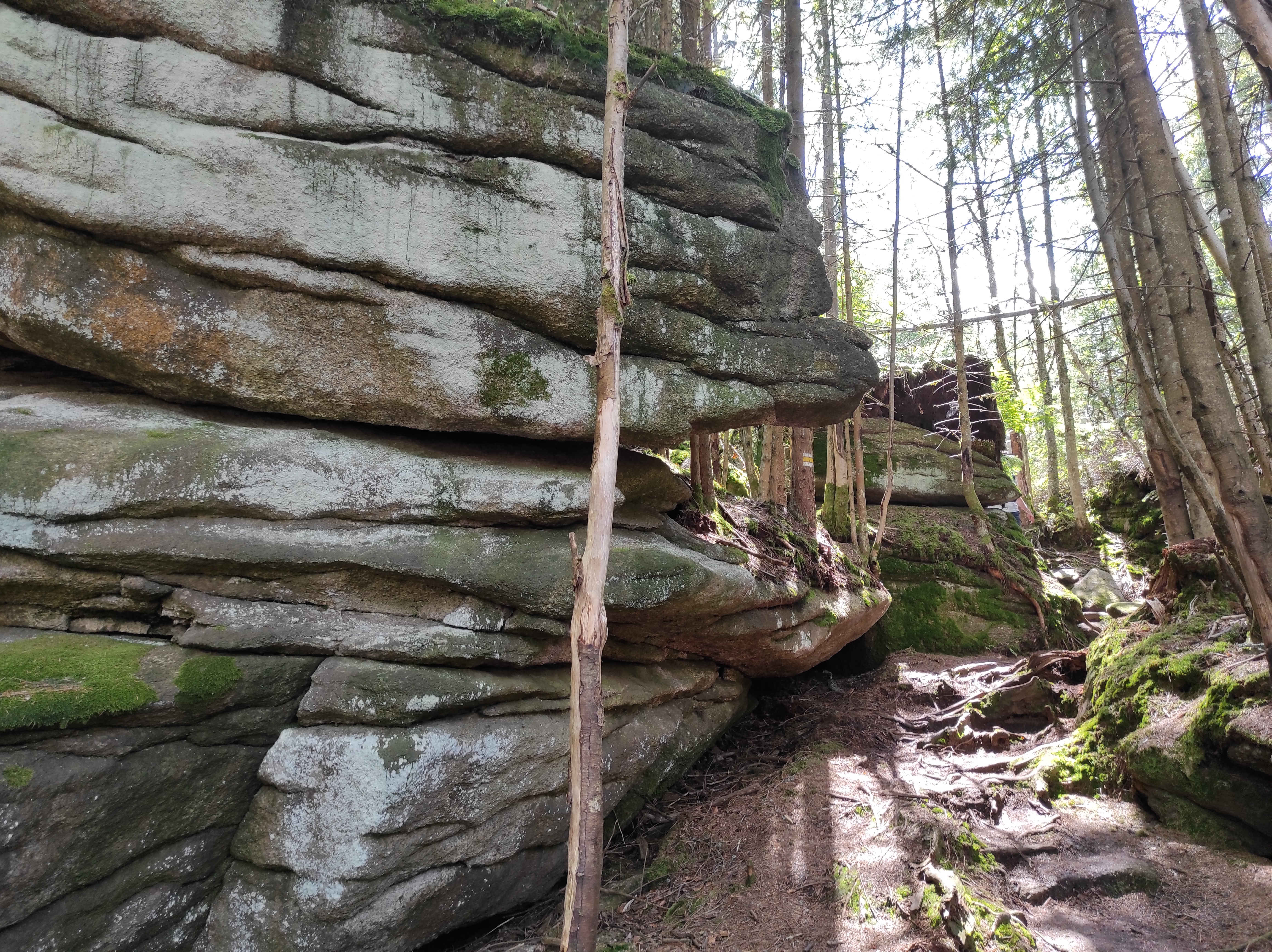
Perník (1 049 m n. m.)
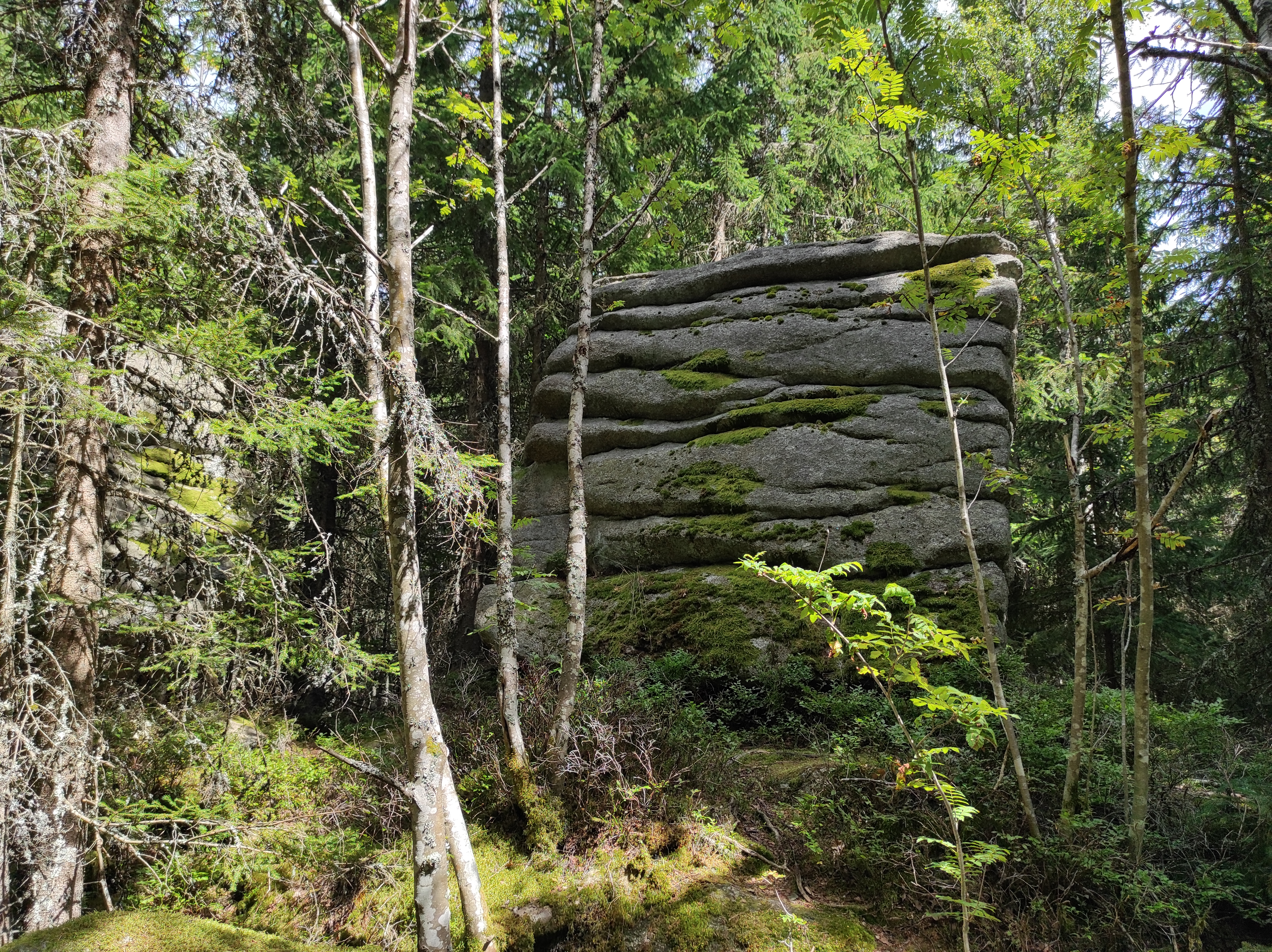
Obří kostky
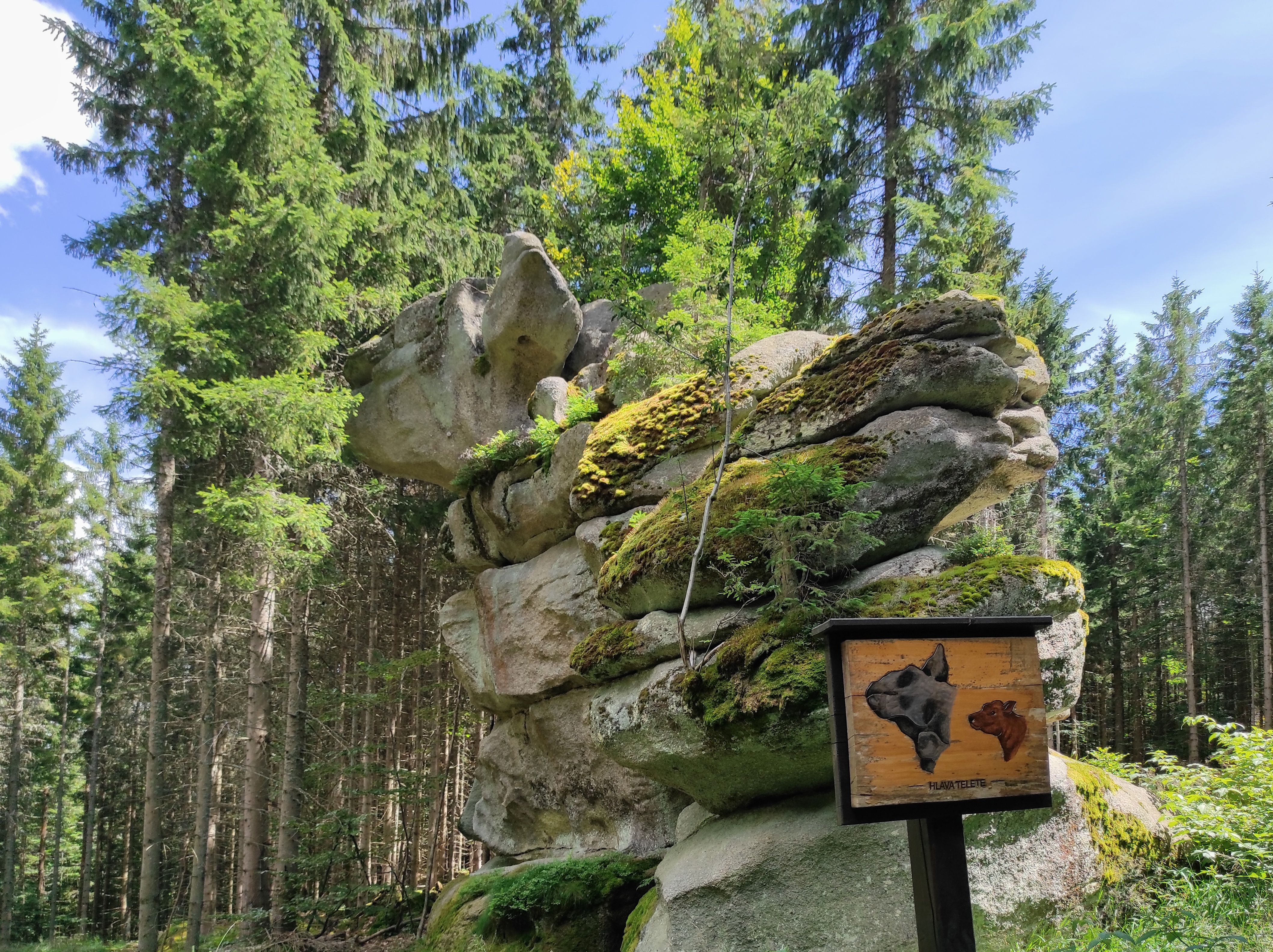
Hlava telete
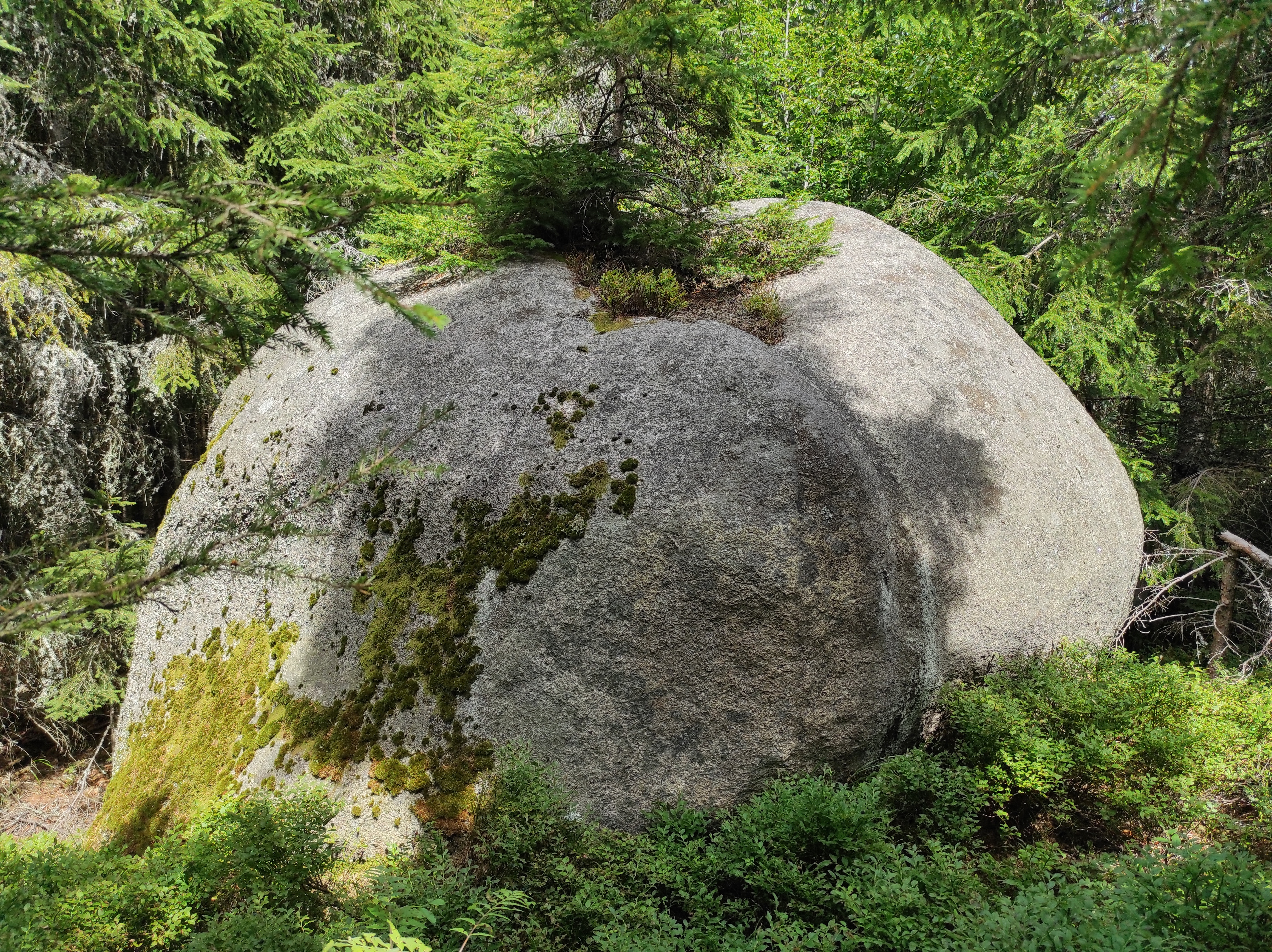
Pýchavka obrovská
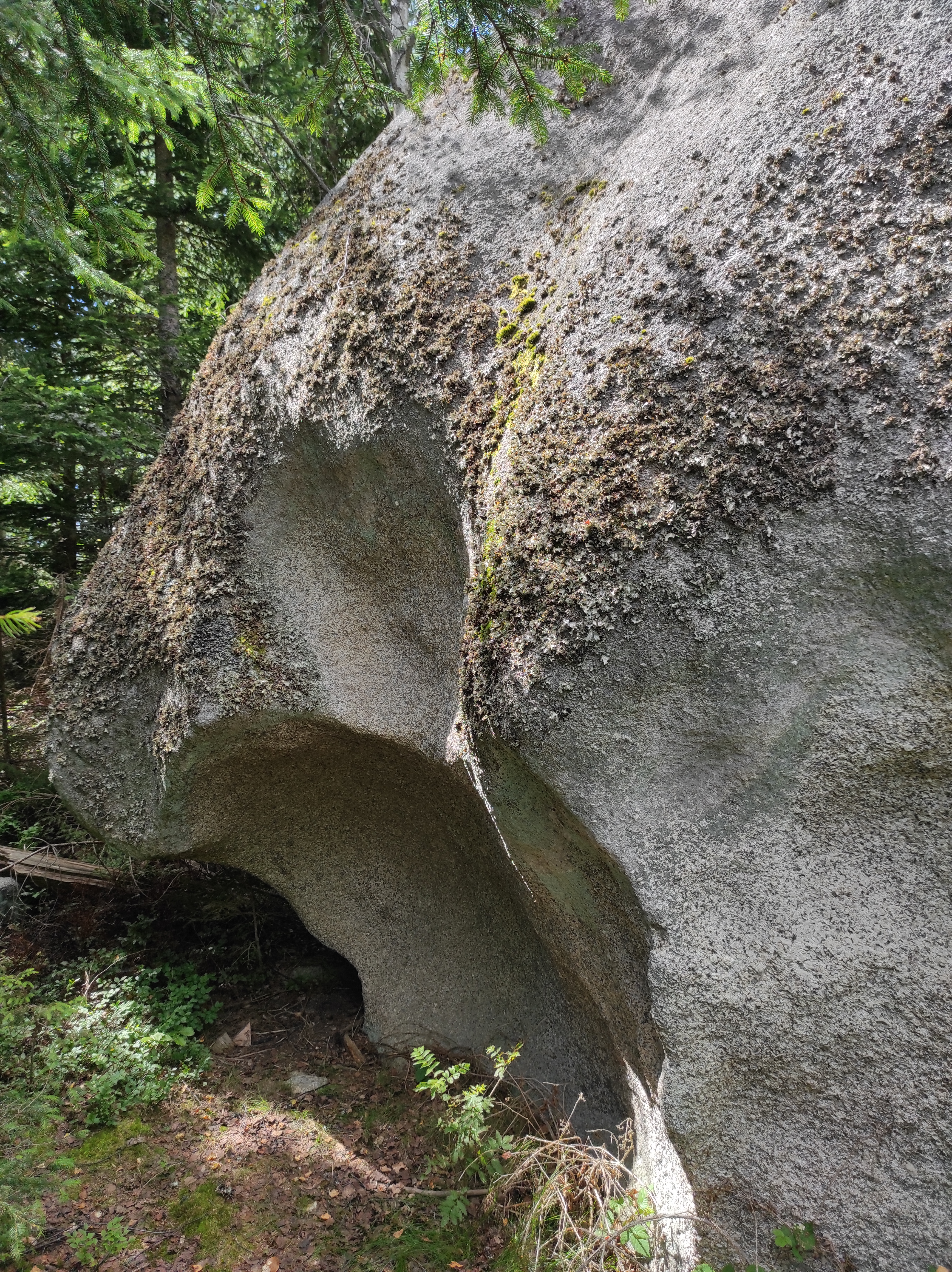
Kamenná kráska
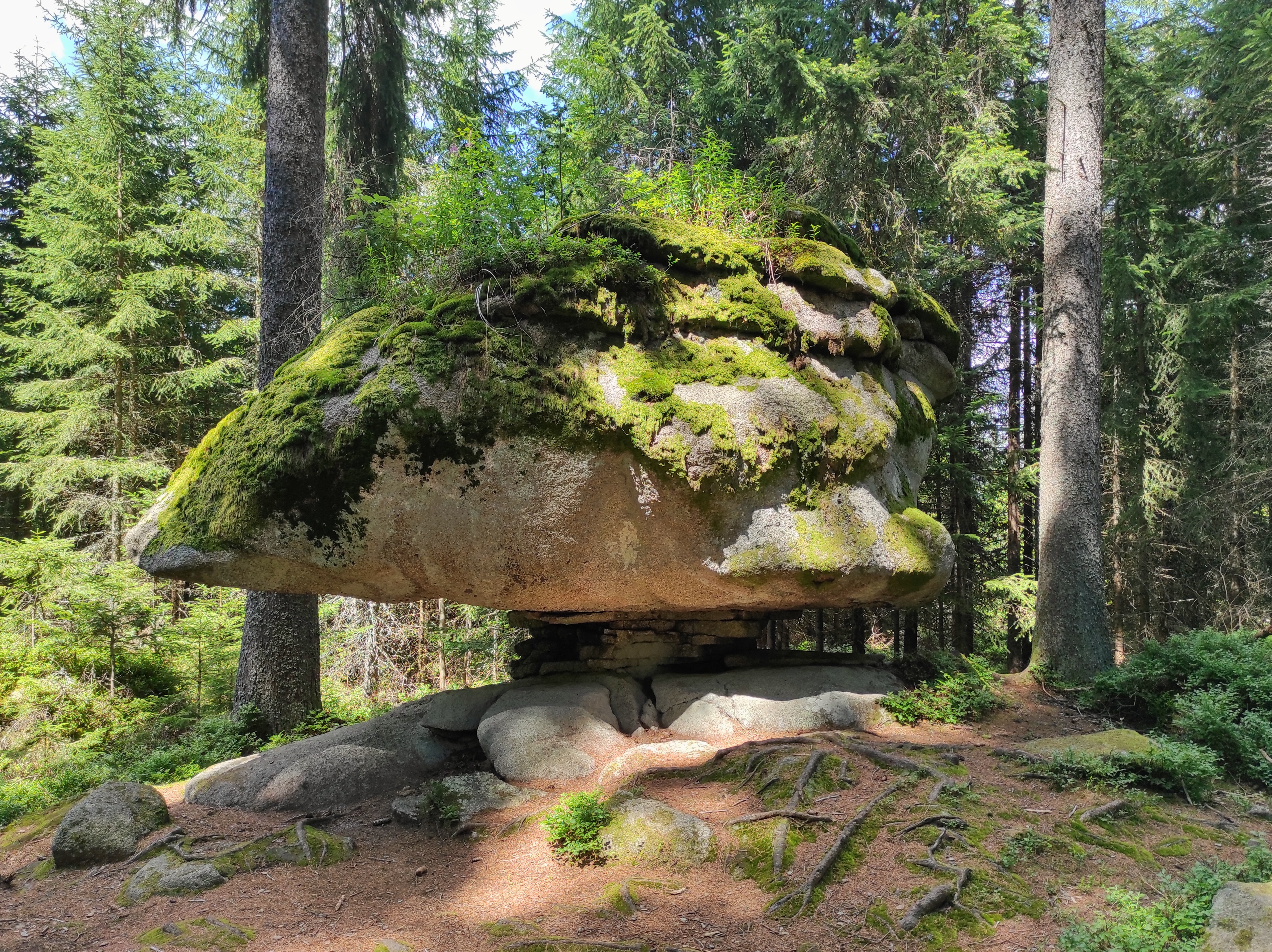
Viklan
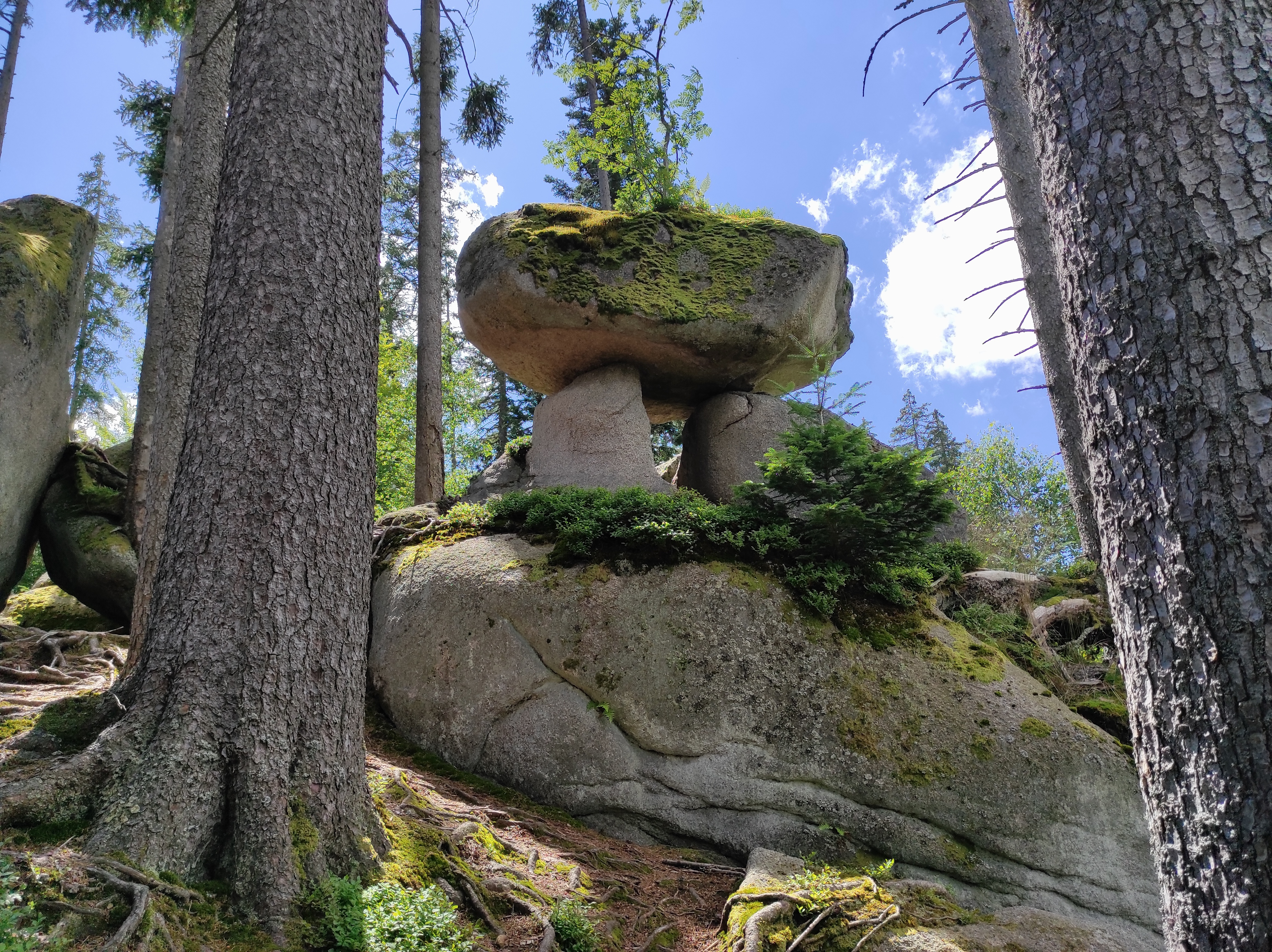
Hřib
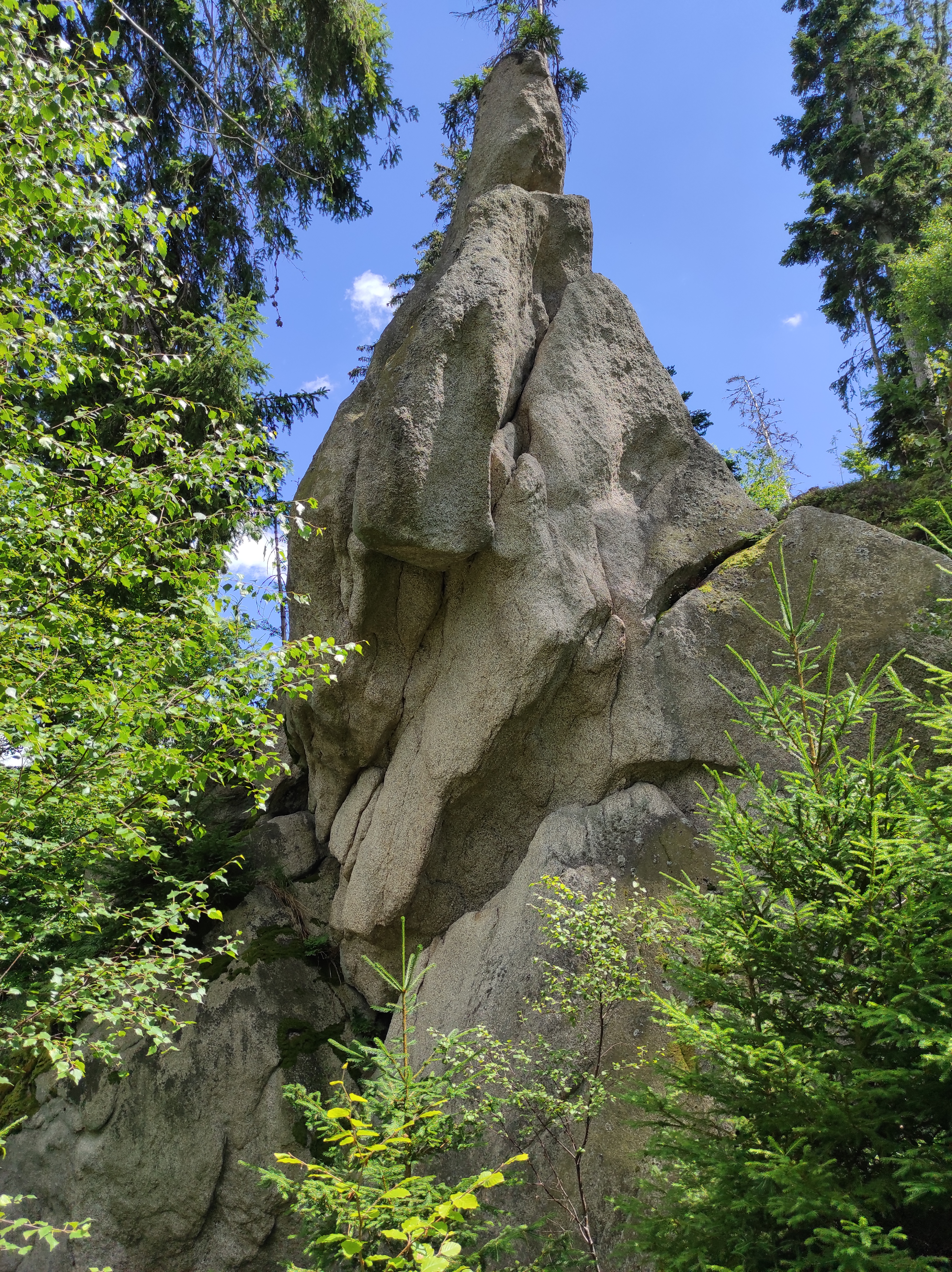
Kaple
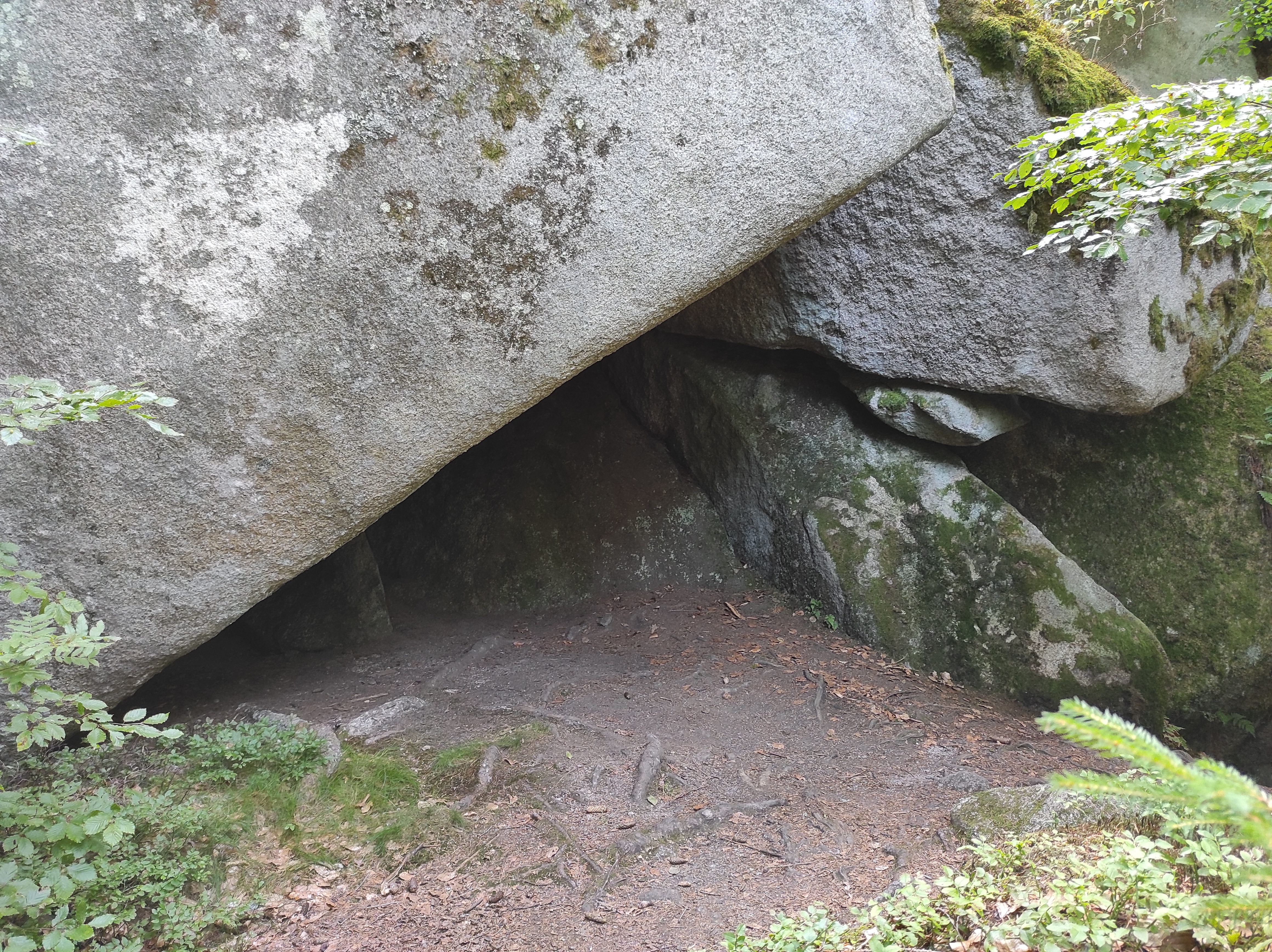
Poustevna
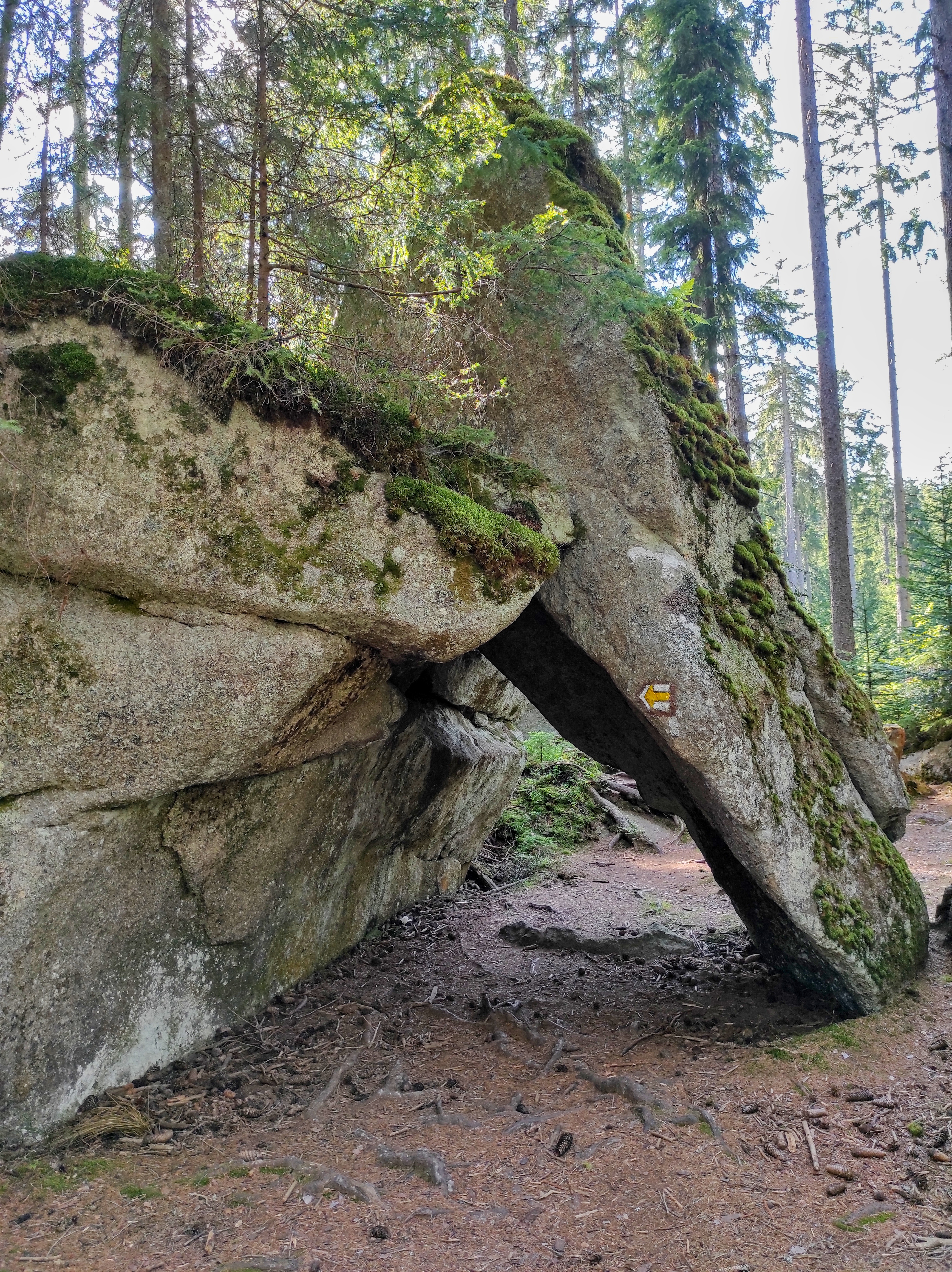
Gotický portál
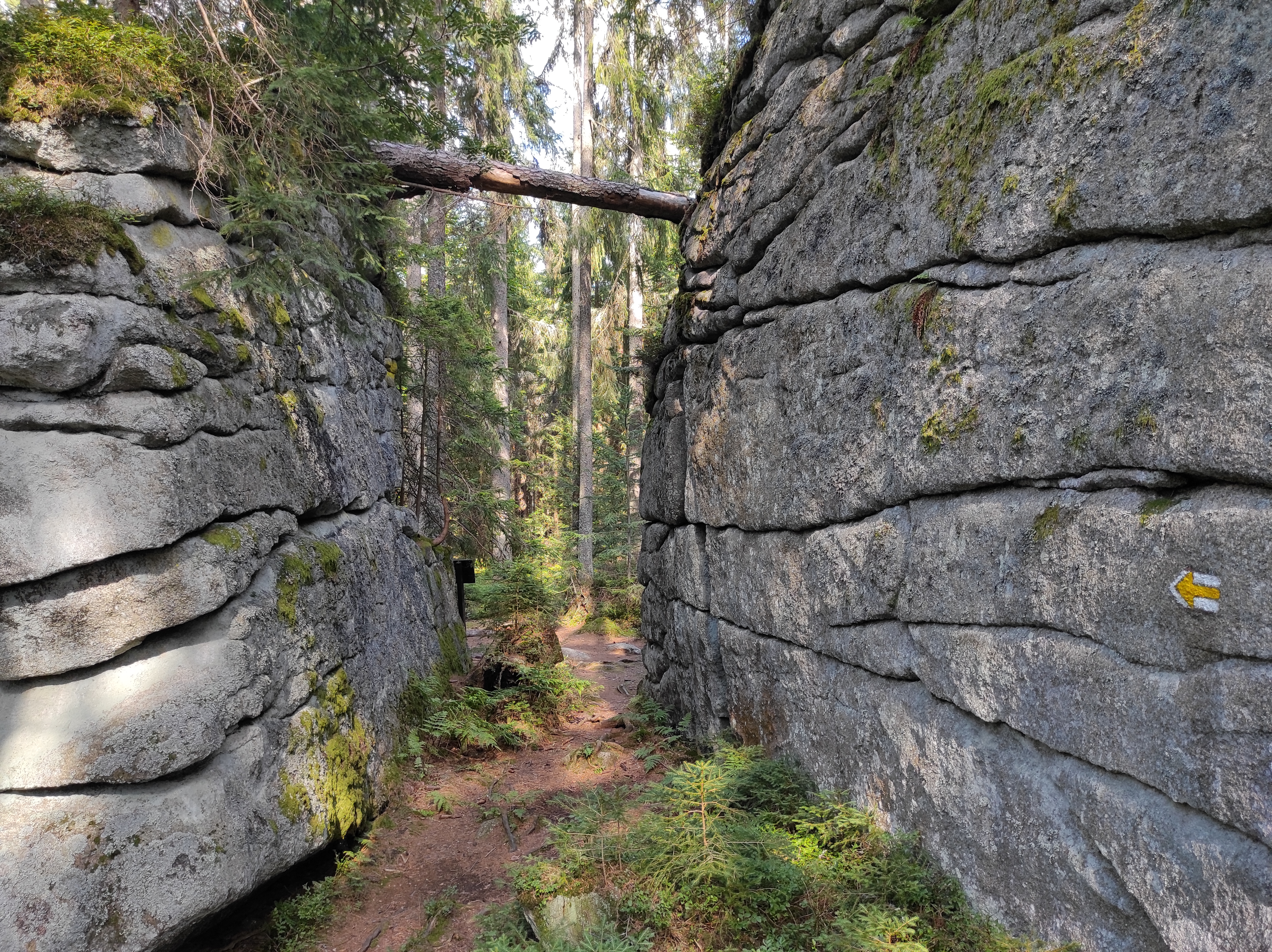
Soutěska lapků
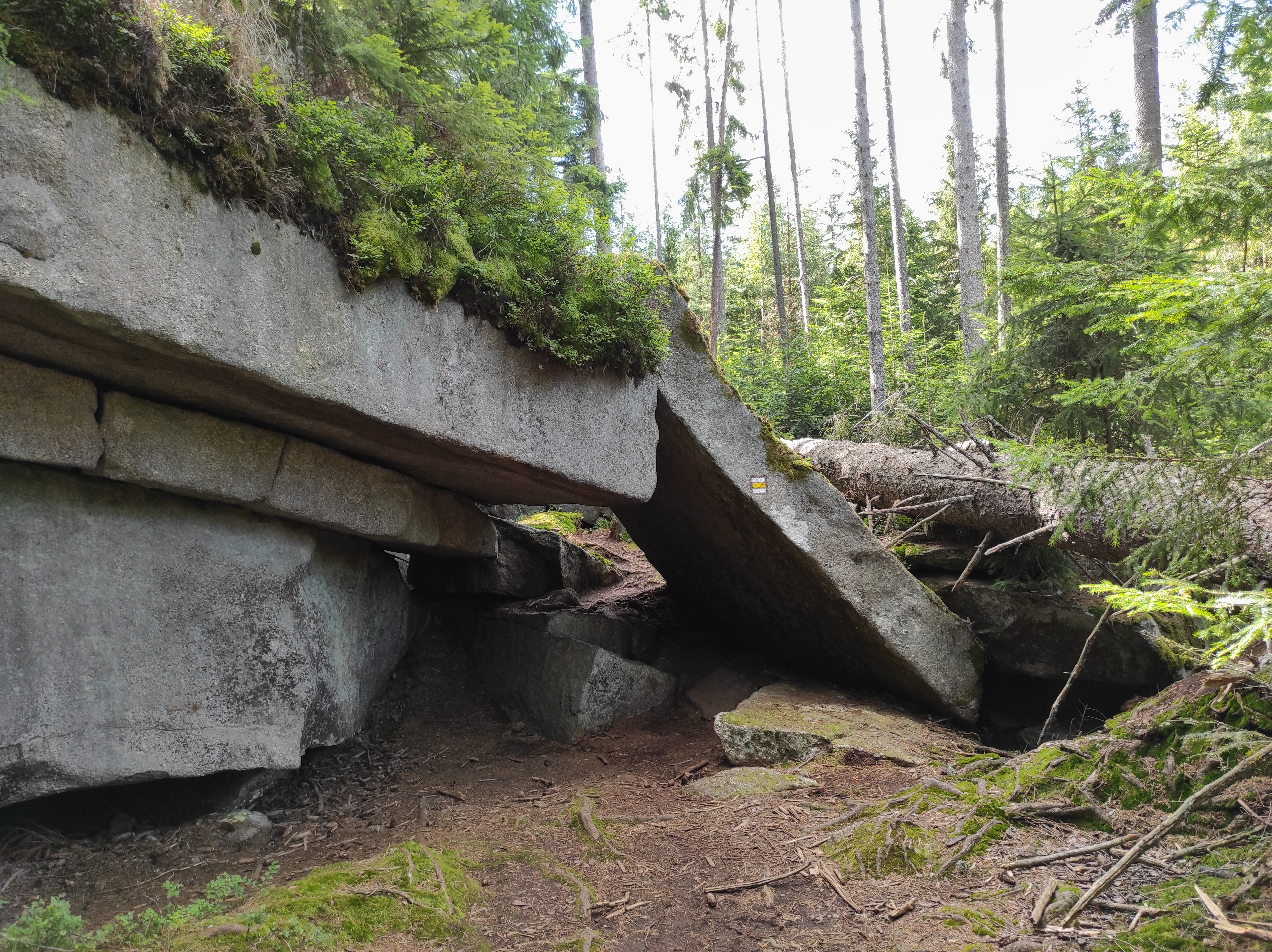
Perníková skála
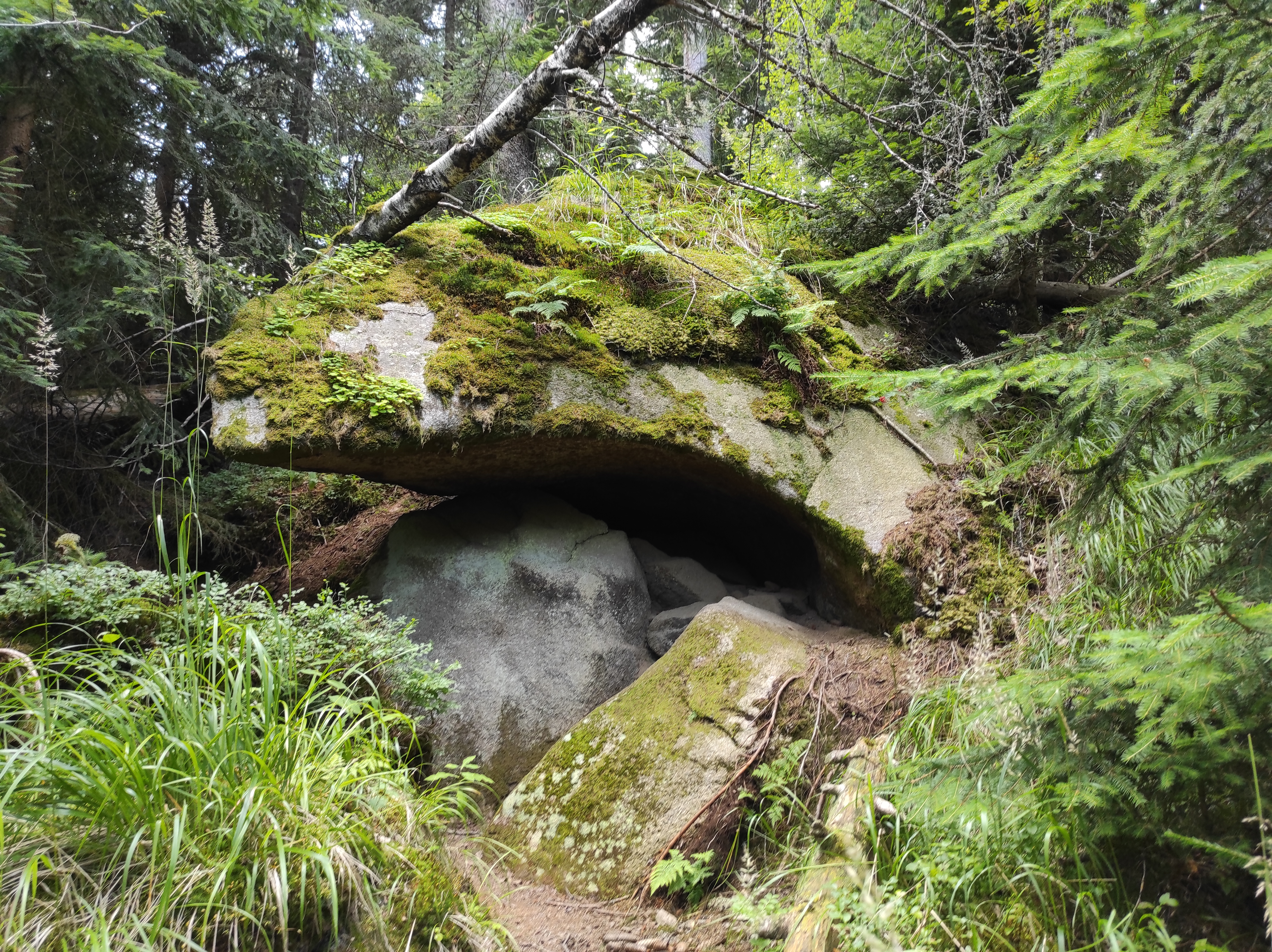
Dračí tlama